# Gherasim Rudi
Gherasim Rudi (ros. Гера́сим Я́ковлевич Рудь, Gierasim Jakowlewicz Rudʹ; ur. 4 marca 1907 we wsi Sărăței w rejonie Bałty (obecnie dzielnica Rybnicy w Naddniestrzu), zm. 26 czerwca 1982 w Kiszyniowie) – radziecki polityk, przewodniczący Rady Komisarzy Ludowych/prezes Rady Ministrów Mołdawskiej SRR w latach 1946–1958.

## Życiorys
Urodzony w rosyjskiej rodzinie chłopskiej, od 1920 pracował w kołchozie, w latach 1924-1928 uczył się w technikum rolniczym w Rybnicy, 1928–1931 studiował w Odeskim Instytucie Rolnym i Moskiewskiej Akademii Rolniczej, później był aspirantem w Miczurińskim Instytucie Sadowniczo-Ogrodniczym. W latach 1933–1937 pracownik – szef katedry i docent – Mołdawskiej Wyższej Komunistycznej Szkoły Gospodarstwa Wiejskiego. Od 1939 w WKP(b), zastępca przewodniczącego Rady Komisarzy Ludowych Mołdawskiej SRR. Brał udział w II wojnie światowej, 1943–1944 komisarz 1 Mołdawskiego związku Partyzanckiego utworzonego w czerwcu 1943 w obwodzie poleskim. Od 12 czerwca 1944 do 19 lipca 1946 minister spraw zagranicznych Mołdawskiej SRR. Od 5 stycznia 1946 do 23 stycznia 1958 przewodniczący Rady Komisarzy Ludowych/prezes Rady Ministrów Mołdawskiej SRR. Od lutego 1941 do lutego 1958 członek KC Komunistycznej Partii (bolszewików) Mołdawii, od lipca 1946 do kwietnia 1949 członek Biura KC tej partii, 1952–1956 członek Centralnej Komisji Rewizyjnej KPZR, 1960-1982 członek KC Komunistycznej Partii Mołdawii, 1956-1961 kandydat na członka KC KPZR, 1962-1982 rektor Kiszyniowskiego Instytutu Gospodarstwa Rolnego im. Frunze. Deputowany do Rady Najwyższej ZSRR od 1 do 4 kadencji.

## Odznaczenia
- Order Lenina (trzykrotnie)
- Order Rewolucji Październikowej
- Order Bohdana Chmielnickiego I klasy
- Order Czerwonego Sztandaru Pracy
- Order Przyjaźni Narodów
- Order Czerwonej Gwiazdy